# Vedere voci
Vedere voci è un saggio scritto nel 1989 da Oliver Sacks, avente per tema la sordità.

## Contenuti
L'autore partecipa ad una protesta degli studenti sordi (Deaf President Now) del Gallaudet University, nel marzo del 1988, per chiedere la nomina di un dirigente sordo. E della scoperta di un linguaggio alternativo, della comunicazione non verbale, ovvero la lingua dei segni americana.

## Storia
Dopo la pubblicazione del libro e riscosso il successo, nel 1990 ripubblica in una nuova edizione, con la visita in uno degli istituti per sordi storici a Roma, in Italia.

## Edizioni

### Edizioni in inglese
- Oliver Sacks, Seeing Voices: A Journey Into the World of the Deaf, Los Angeles, University of California Press, 1989,  pp. 180, ISBN 0-520-06083-0.
- Oliver Sacks, Seeing Voices: A Journey Into the World of the Deaf, Ontario, Stoddart Publishing, 1989,  p. 180, ISBN 0-7737-2374-9.
- Oliver Sacks, Seeing Voices: A Journey Into the World of the Deaf, New York, HarperPerennial, 1990,  pp. 186, ISBN 0-06-097347-1.
- Oliver Sacks, Seeing Voices: A Journey Into the World of the Deaf, New York, Vintage Books, 2000,  p. 240, ISBN 0-375-70407-8.